# Municipio de San Juan Mixtepec -Distrito 26-
El municipio de San Juan Mixtepec (del náhuatl: mixtli, tepetl ‘nube, cerro’‘En el cerro de las nubes’), estadísticamente llamado San Juan Mixtepec -Distrito 26- para diferenciarlo de la demarcación homónima, es uno de los 570 municipios que conforman al estado mexicano de Oaxaca. Pertenece al distrito de Miahuatlán, dentro de la región sierra sur. Su cabecera es la localidad de San Juan Mixtepec.

## Historia
Se teoriza que los primeros habitantes de la región fueron de origen zapoteco, procedentes del Valle de Oaxaca a inicios del siglo XVI. Probablemente estos eran originarios de Huaxyacac, pueblo tomado tras la conquista de México.
El municipio fue establecido en 1906.

## Geografía
El municipio abarca 76.17 km² y se encuentra a una altitud promedio de 2050 m s. n. m., oscilando entre 3700 y 1500 m s. n. m.
Colinda al norte con los municipios de San Cristóbal Amatlán y Santa Catarina Quioquitani, al este con San Pedro Mixtepec -Distrito 22-, al sur con San Juan Ozolotepec y Santo Domingo Ozolotepec, y al oeste con San Cristóbal Amatlán.

### Hidrografía
Tres cuartas partes del municipio pertenecen a la región hidrológica de Tehuantepec, a través de la cuenca del río Tehuantepec y la subcuenca del río San Antonio. Una cuarta parte es parte de la región hidrológica de la Costa de Oaxaca a través del río Copalita.

## Clima
El clima del municipio es clasificado como templado subhúmedo con lluvias en verano en el 75 % de su territorio, semifrío subhúmedo con lluvias en verano en el 13 %, semicálido subhúmedo con lluvias en verano en el 11 % y semiseco semicálido en el 1 % de su territorio. El rango de temperatura en el municipio es de 10 a 20 grados celsius y el rango de precipitación de 600 a 1200 mm.

## Demografía
De acuerdo al último censo, realizado por el INEGI en 2010, en el municipio habitan 711 personas ubicadas dentro de la única localidad de la demarcación. Del total de habitantes de San Juan Mixtepec, 740 dominan alguna lengua indígena.

### Grado de marginación
De acuerdo a los estudios realizados por la Secretaría de Desarrollo Social en 2010, el 43 % de la población del municipio vive en condiciones de pobreza extrema. El grado de marginación de San Juan Mixtepec es clasificado como medio. En 2014 el municipio fue incluido dentro de la Cruzada nacional contra el hambre.

## Política
El municipio se rige mediante el sistema de usos y costumbres, eligiendo gobernantes cada tres años de acuerdo a un método establecido por las tradiciones de sus antepasados.
| Presidente municipal           | Periodo   |
| ------------------------------ | --------- |
| Hermilo Silva Cruz             | 1996-1998 |
| Florentino Hernández Hernández | 1999-2001 |
| Macedonio Moisés Cruz          | 2002-2004 |
| Hilario Nicolás Ramos Salazar  | 2005-2007 |
| Ubaldo López López             | 2008-2010 |
| Israel Zurita Jarquín          | 2011-2013 |
| Adolfo Gómez Hernández         | 2013-2016 |
| Martina Hernández Martínez     | 2017-2019 |
|                                | 2020-2022 |
| Javier Francisco Sánchez López | 2023-2025 |